# گروه فنیل

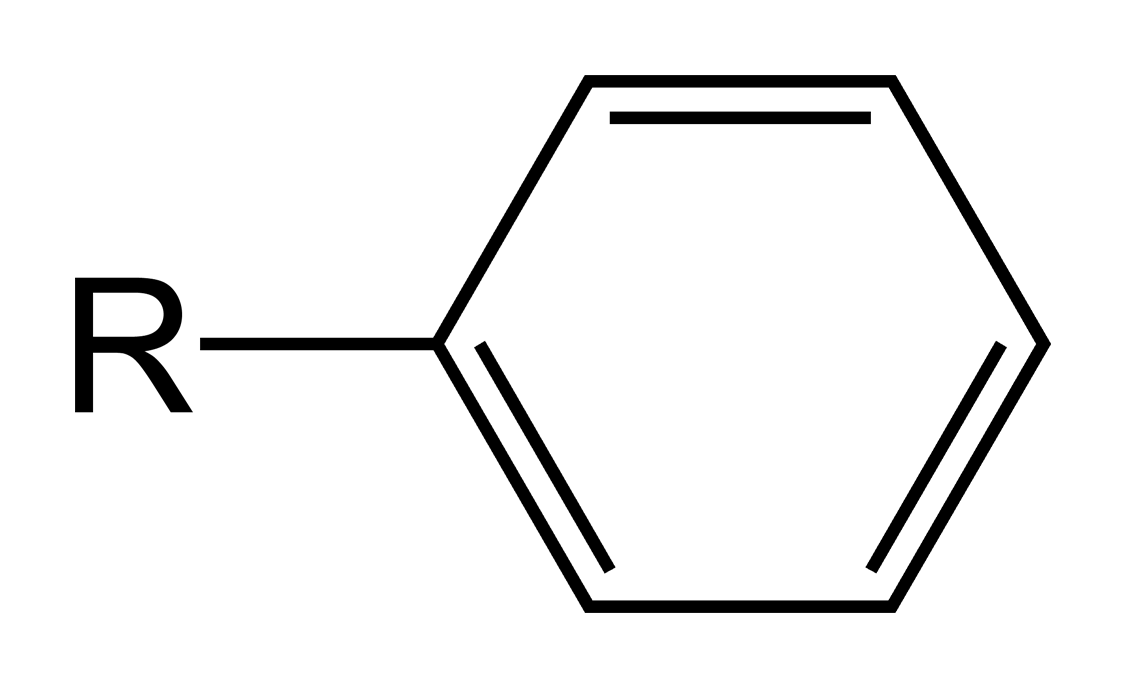
ساختار عمومی یک فنیل که در آن R یک زنجیر جانبی است.

گروه فنیل(به انگلیسی: Phenyl group) یک زنجیر جانبی حلقوی است که دارای فرمول کلی C6H5 است. این گروه مانند مولکول بنزنی است که با از دست دادن یک اتم هیدروژن از یکی از اتم‌های کربن به شاخه اصلی متصل است.

## نگارخانه
